# Conistra antemarginalis
Conistra antemarginalis là một loài bướm đêm trong họ Noctuidae.